# Vol à l'étalage

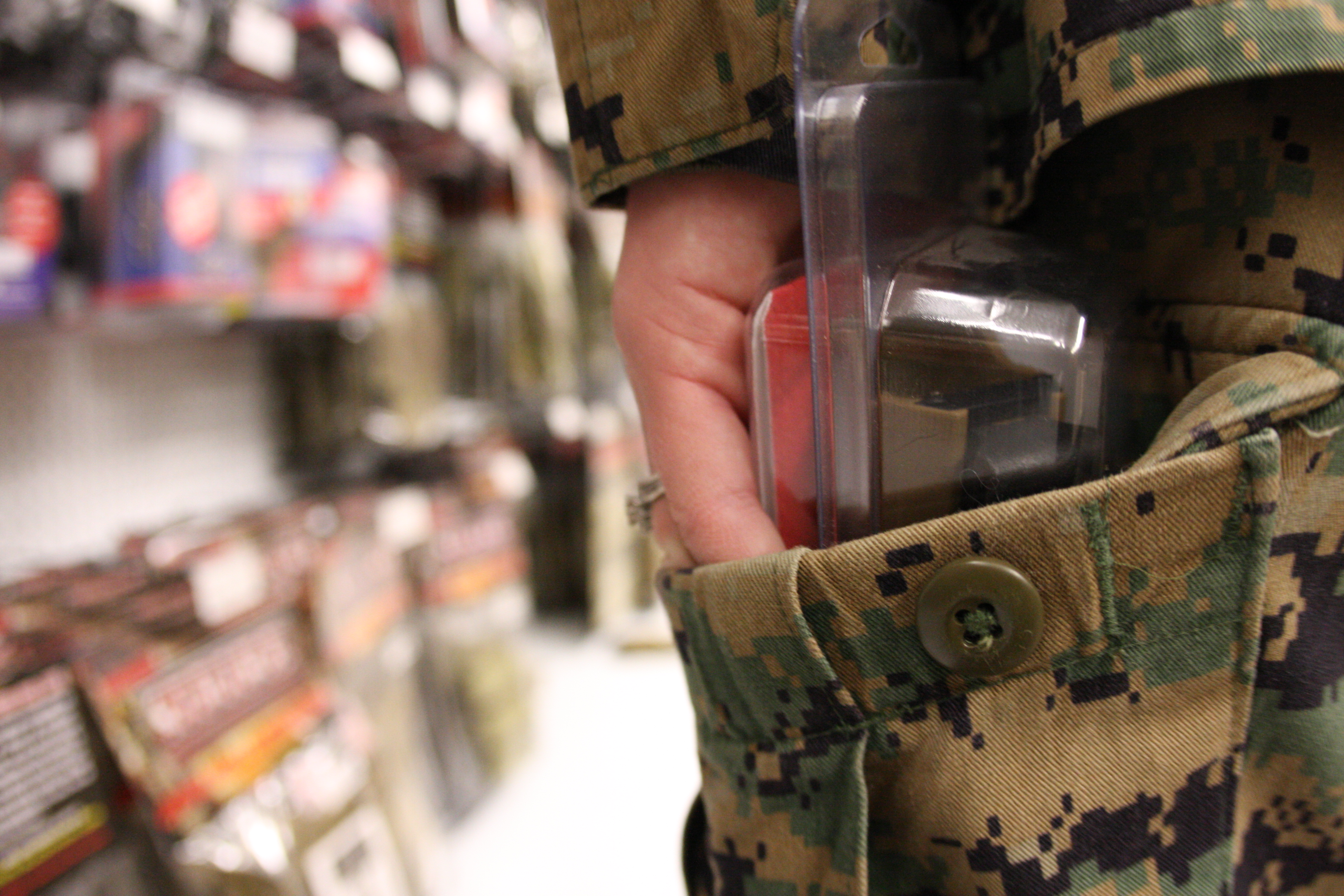
Une affiche de l'United States Marine Corps avertit ses membres de ne pas faire de vol à l'étalage.

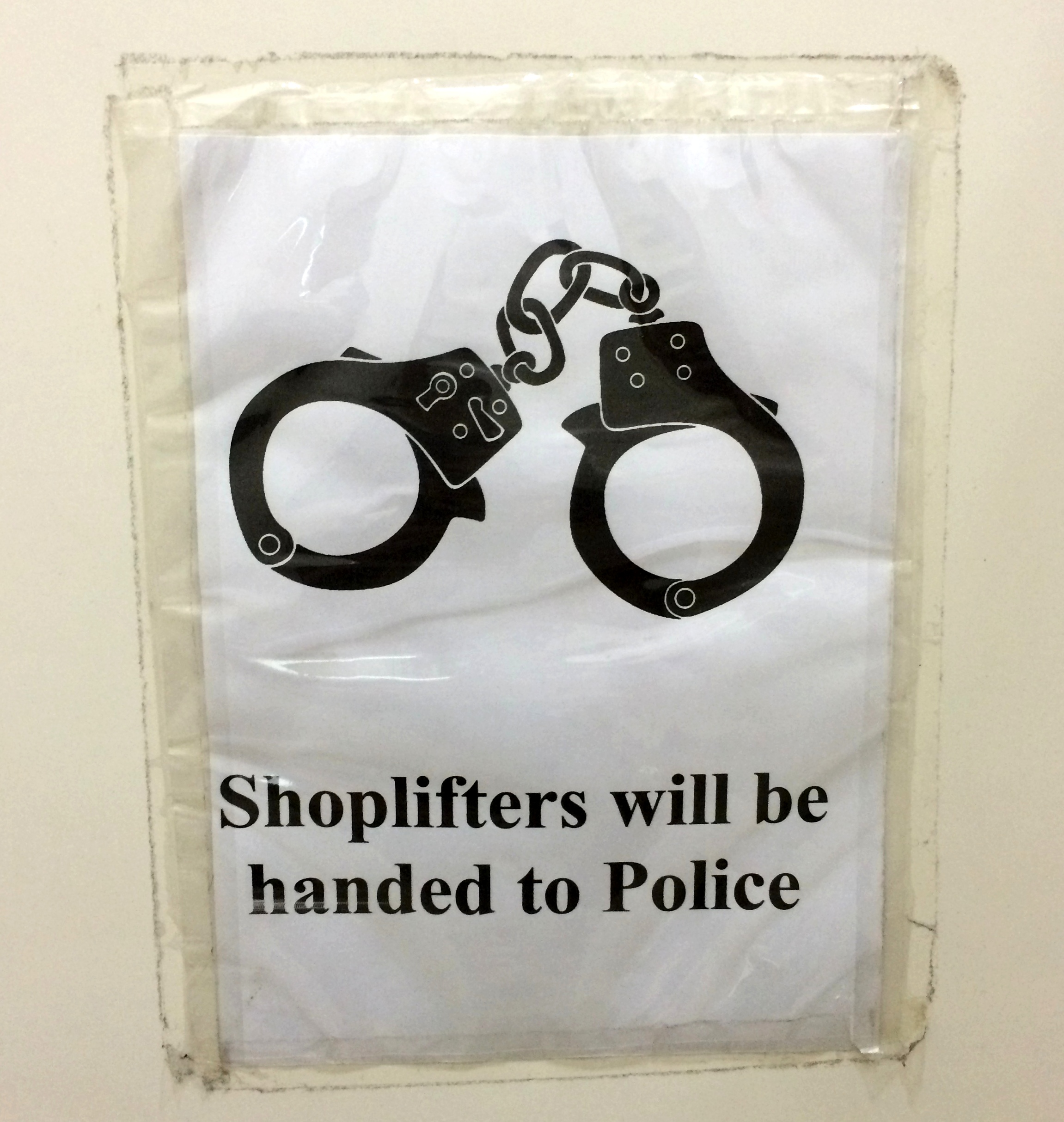
Avis aux voleurs à l'étalage de poursuites à Subang Parade, Malaisie.

Le vol à l'étalage désigne le vol de marchandises dans un établissement de vente au détail pendant les heures d'ouverture.
Le vol à l'étalage implique généralement qu'une personne dissimule un article du magasin sur elle, dans des poches, sous des vêtements ou dans un sac, et quitte le magasin sans le payer. Pour des vêtements, les voleurs à l'étalage peuvent les mettre sur eux et quitter le magasin en les portant. Les termes "vol à l'étalage" et "voleur à l'étalage" ne sont généralement pas définis par la loi. Le délit de vol à l'étalage relève généralement de la classification légale du vol. Le vol à l'étalage est distinct du cambriolage (vol par effraction dans un magasin fermé), du vol qualifié (vol en menaçant ou en adoptant un comportement violent) ou du vol à main armée (vol en utilisant une arme). Dans le commerce de détail, le mot « démarque »  peut être utilisé pour désigner les marchandises perdues par vol à l'étalage, mais le mot inclut également la perte par d'autres moyens, tels que les déchets, les dommages non assurés aux produits et le vol commis par des employés du magasin.
Les voleurs à l'étalage vont des amateurs agissant par impulsion aux criminels de carrière qui pratiquent habituellement le vol à l'étalage comme une forme de revenu. Les criminels de carrière peuvent utiliser plusieurs personnes pour faire du vol à l'étalage, certains participants distrayant les employés du magasin tandis qu'un autre vole des articles. Les amateurs volent généralement des produits pour un usage personnel, tandis que les criminels de carrière volent généralement des articles pour les revendre dans l'économie clandestine. D'autres formes de vol à l'étalage incluent l'échange d'étiquettes de prix de différents articles, la fraude au retour ou la consommation de nourriture d'une épicerie sans payer. Les articles souvent volés à l'étalage sont ceux dont le prix est proportionnel à leur taille, tels que les lames de rasoir jetables, les vitamines, les boissons alcoolisées et les cigarettes. Des détaillants ont signalé que 0,6% de leur stock était perdu à cause du vol à l'étalage.
Les magasins utilisent un certain nombre de stratégies pour réduire le vol à l'étalage, y compris le stockage de petits articles coûteux dans des vitrines verrouillées, enchaîner ou attacher des articles à des étagères ou à des supports à vêtements (articles particulièrement chers), attacher des capteurs magnétiques ou radioélectriques ou des dyepacks aux articles, installer des miroirs incurvés montés au-dessus des étagères ou des caméras vidéo et des moniteurs vidéo, embaucher des "détectives de magasin" et des agents de sécurité en civil, et interdire l'introduction de sacs à dos ou d'autres sacs. Certains magasins ont des agents de sécurité à la sortie, qui vérifient les sacs à dos et les sacs ainsi que les reçus. Les magasins luttent également contre le vol à l'étalage en formant les employés à détecter les voleurs à l'étalage potentiels.
Le premier vol à l'étalage documenté a eu lieu à Londres au XVIe siècle. Au début du XIXe siècle, le vol à l'étalage était considéré comme une activité principalement féminine comme le gang des Forty Elephants. Dans les années 1960, le vol à l'étalage a commencé à être redéfini, cette fois comme un acte politique. Les chercheurs divisent les voleurs à l'étalage en deux catégories : les "boosters" (professionnels qui revendent ce qu'ils volent) et les "snitches" (amateurs qui volent pour leur usage personnel).

## Types d'individus

### Les amateurs
Certains voleurs à l'étalage sont des amateurs qui ne volent pas régulièrement dans les magasins et qui n'utilisent pas le vol à l'étalage comme une forme de revenu (par exemple, en revendant des biens volés). Les chercheurs appellent ces amateurs des "mouchards", car ils volent des objets pour leur usage personnel. Dans plusieurs pays, des flash mobs criminels, principalement composés d'adolescents et de jeunes adultes, entrent dans les magasins avec l'intention de voler des marchandises tandis que les complices distraient le personnel.

### Criminels de carrière
Cependant, il y a des gens et des groupes qui vivent de vol à l'étalage et d'autres délits. Ce sont généralement des criminels de carrière plus qualifiés qui utilisent des tactiques de vol à l'étalage plus sophistiquées. Les chercheurs appellent les voleurs professionnels des "boosters", car ils ont tendance à revendre ce qu'ils volent sur le marché noir.

## Éléments communs
L'élément le plus souvent volé à l'étalage était la cigarette, jusqu'à ce que les magasins commencent à les garder derrière la caisse enregistreuse. Les articles couramment volés à l'étalage sont généralement petits et faciles à cacher, comme les produits d'épicerie, en particulier le steak et le café instantané, les lames de rasoir et les cartouches, les petits articles technologiques tels que les lecteurs MP3, les smartphones, les clés USB, les écouteurs, les CD et DVD, les cartes-cadeaux, les cosmétiques, bijoux, multivitamines, tests de grossesse, brosses à dents électriques et vêtements,,.

## Prévention

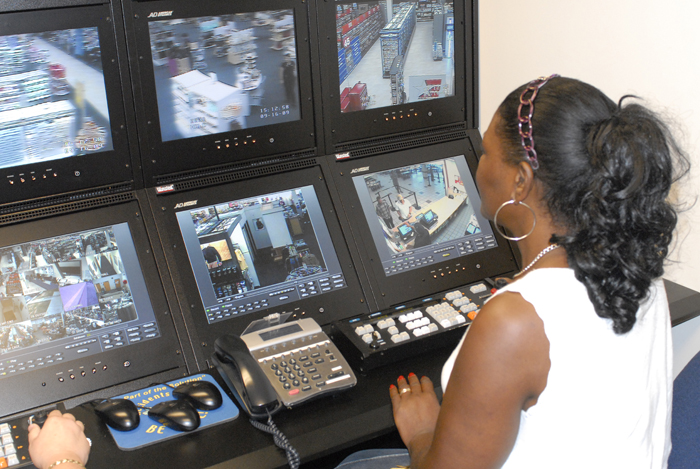
Une gardienne de sécurité regarde les caméras de vidéosurveillance d'un magasin.

Le vol à l'étalage peut être empêché et détecté. La surveillance de la télévision en circuit fermé (CCTV) est une technologie anti-vol à l'étalage importante. La surveillance électronique des articles (SAE) est une autre méthode de protection des stocks. L’identification par radiofréquence (RFID) est une technologie anti-vol des employés et anti-vol à l'étalage utilisée par les détaillants tels que Walmart, qui utilisent déjà fortement la technologie RFID à des fins d'inventaire. Le personnel de prévention des pertes peut être composé d'officiers en uniforme et de détectives de magasin en civil. Les grands magasins utiliseront les deux et les plus petits utiliseront l'un ou l'autre selon leur stratégie. Les détectives du magasin patrouilleront dans le magasin comme s'ils étaient de véritables acheteurs.